# Podul medieval din Turturești
Podul medieval din Turturești este un pod din zidărie de piatră construit în a doua jumătate a secolului al XV-lea în satul Turturești (comuna Girov, județul Neamț), care traversează râul Turturești. Podul este situat la circa 500 m nord de actuala șosea națională.
Podul din Turturești este inclus pe Lista monumentelor istorice din anul 2015 din județul Neamț, la numărul 481, având codul de clasificare  NT-II-m-B-10726.

## Istoric
Prima atestare documentară a satului Turturești are loc într-un document din 15 septembrie 1462. La acea dată, o jumătate din sat era stăpânită de Baloș de la Iucaș care l-a lăsat moștenire lui Cozma, iar cealaltă jumătate din sat aparținea Mănăstirii Bistrița. 
După Bătălia de la Podul Înalt (1475), jumătatea din sat stăpânită de Cozma Băloșescu a intrat în administrația Curții domnești din Piatra Neamț.
În sat există un pod vechi de piatră peste pârâul Turturești datat din a doua jumătate a secolului al XV-lea  și atribuit domnitorului Ștefan cel Mare  (circa 1475), din care în prezent nu au mai rămas decât ruine.

## Imagini

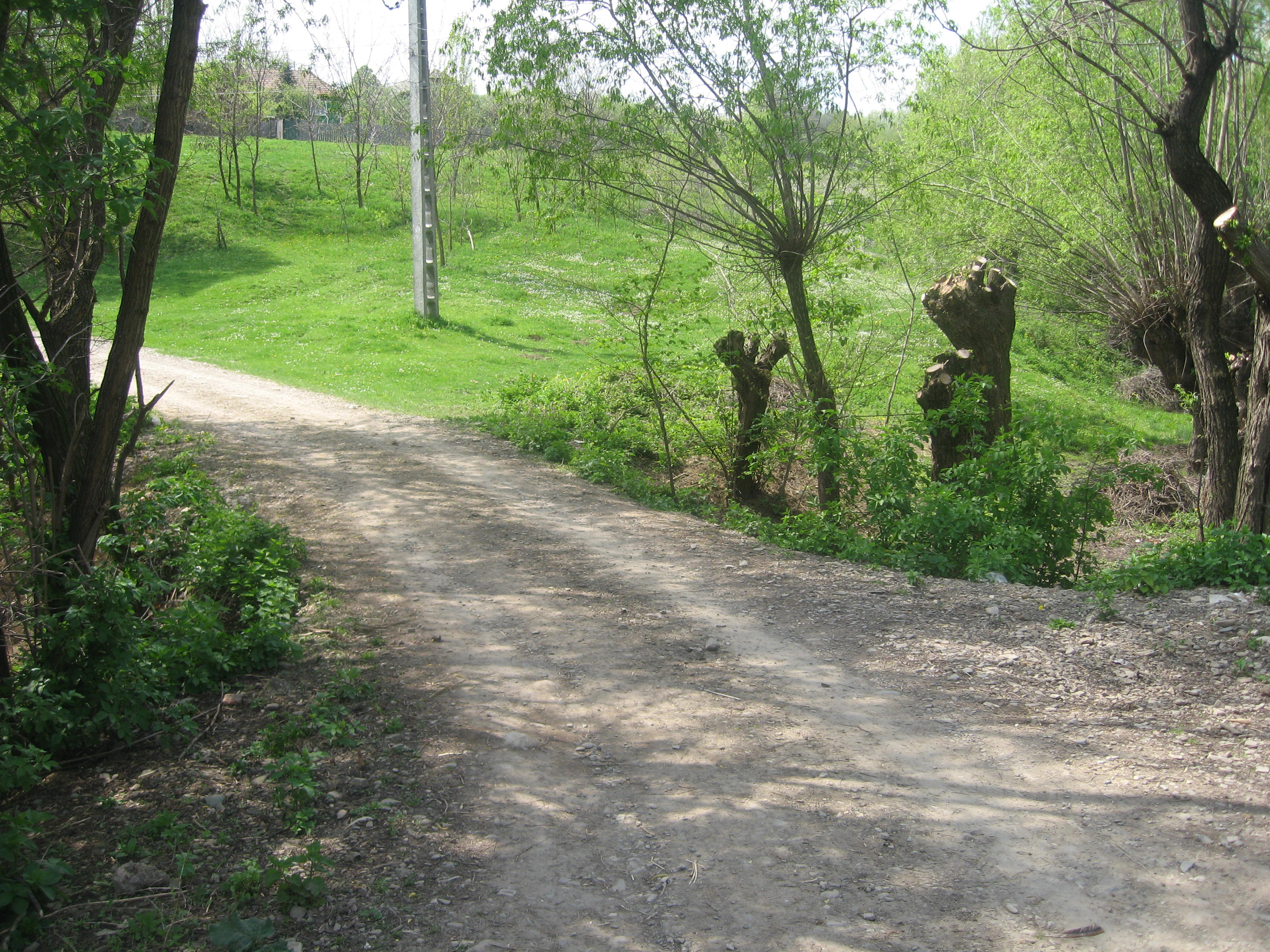
Podul medieval din Turturești
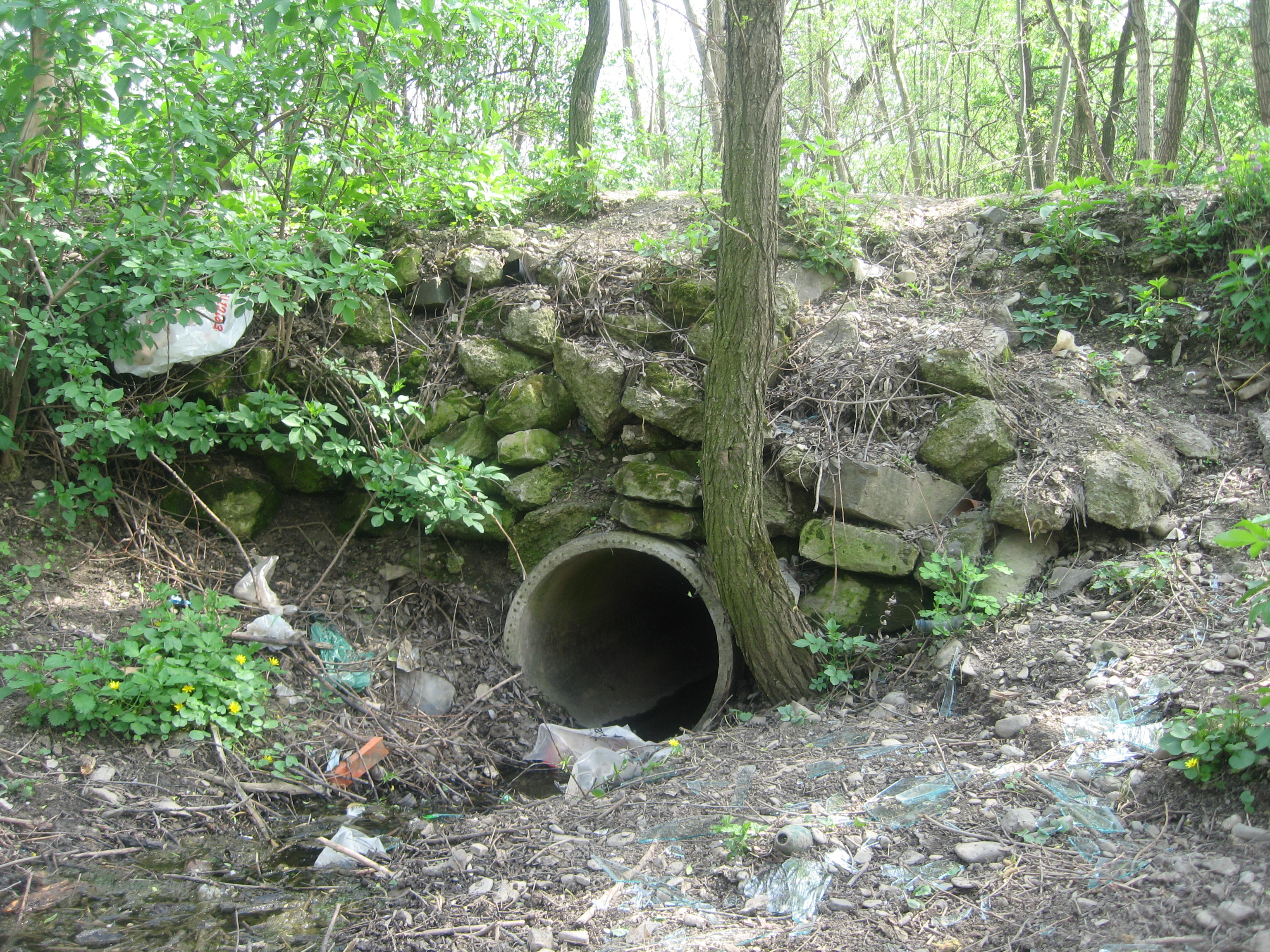
Podul medieval din Turturești
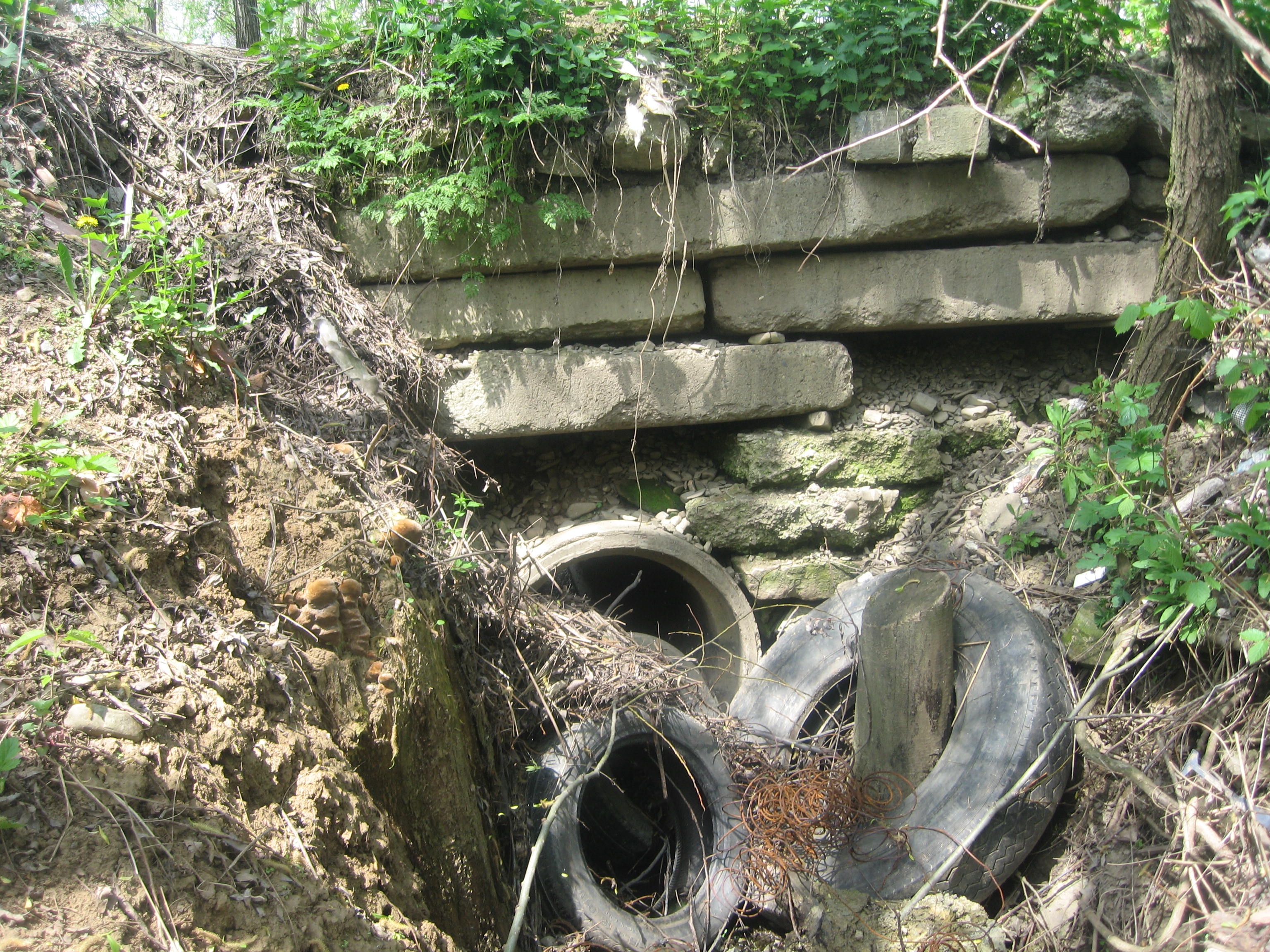
Podul medieval din Turturești
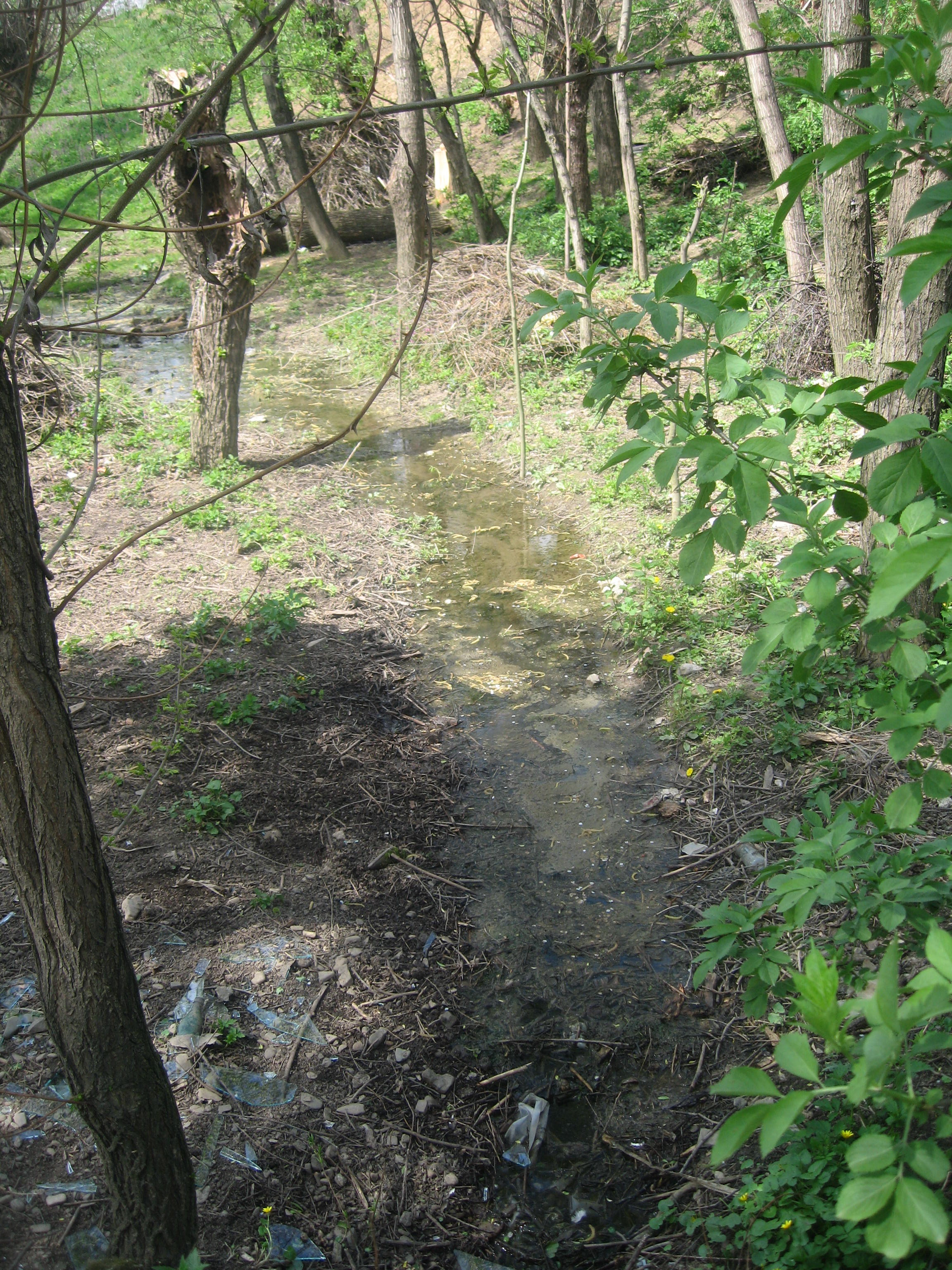
Râul Turturești văzut de pe pod